# Klaus von Klitzing
Klaus von Klitzing (Środa Wielkopolska, Velikopoljska, Poljska, 28. lipnja 1943.), njemački fizičar. Doktorirao (1972.) na Sveučilištu u Würzburgu. Bio je profesor na Tehničkom sveučilištu u Münchenu (od 1980. do 1985.), od 1985. član direktorskoga kolegija Instituta Max-Planck za fiziku čvrstoga stanja u Stuttgartu. Bavi se istraživanjem poluvodiča na niskim temperaturama i pri jakim magnetskim poljima. Dobio je Nobelovu nagradu za fiziku (1985.) za otkriće kvantnoga Hallova efekta (Klitzingov učinak ili efekt). To je učinak analogan Hallovu učinku, ali na niskim temperaturama manjim od 1 K i jakosti magnetskog polja oko 10 T, na primjer u kanalima tranzistora s učinkom polja metalno-oksidno-poluvodičkoga sastava (MOSFET). U tim je uvjetima Hallov električni otpor (RH) kvantiziran:
{\displaystyle R_{H}={\frac {h}{n\cdot e^{2}}}}
gdje je n = 1, 2, 3, … Tako na primjer za n = 1 iznosi RH = 25 813 Ω.

## Hallov učinak
Hallov učinak ili Hallov efekt (po E. H. Hallu koji ga je uočio 1879.) je pojava u tankoj metalnoj ili poluvodičkoj pločici kojom teče električna struja gustoće Jx, pod djelovanjem okomitoga magnetskoga polja indukcije Bz, stvaranja transverzalnoga električnoga polja jakosti: 
{\displaystyle \mathbf {E_{y}} =R_{H}\cdot \mathbf {J_{x}} \cdot \mathbf {B_{z}} }
(RH je Hallova konstanta ili Hallov otpor) i poprečnoga električnoga napona. Električna struja, magnetsko polje i električno polje međusobno su okomiti i, ako tvore desni koordinatni sustav, Hallov učinak je normalan (konstanta RH je negativna). U obratnom slučaju (konstanta RH je pozitivna) učinak je anomalan. Hallov je učinak jači za poluvodiče, a slabiji za električne vodiče. Objašnjenje anomalnoga Hallova učinka bila je jedna od najvećih teškoća klasične elektromagnetske teorije. Protumačila ga je tek kvantna teorija čvrstih tijela. 

### Kvantni Hallov učinak
Kvantni Hallov učinak ili kvantni Hallov efekt je odstupanje Hallova otpora od linearne ovisnosti o jakosti magnetskoga polja pri Hallovu učinku u ekstremnim uvjetima. Uočio ga je K. von Klitzing 1980. Pojavljuje se pri magnetskoj indukciji većoj od 10 T, temperaturi manjoj od 1 K i ograničenosti gibanja elektronskoga plina na dvije dimenzije, to jest onemogućenosti gibanja elektrona u smjeru magnetskoga polja. Za mjerenje kvantnoga Hallova učinka nužni su poluvodiči koji omogućuju smještanje slobodnih elektrona u vrlo tank sloj paralelan s površinom uzorka. Diskretne vrijednosti Hallova otpora (Hallovi platoi) koje se opažaju u tim uvjetima ne ovise o materijalu uzorka i mogu se izraziti preko temeljnih prirodnih konstanti: 
{\displaystyle R_{H}={\frac {q\cdot h}{e^{2}}}}
gdje je: q - racionalni broj, h - Planckova konstanta, e - elementarni električni naboj.